# Edgardo Cozarinsky

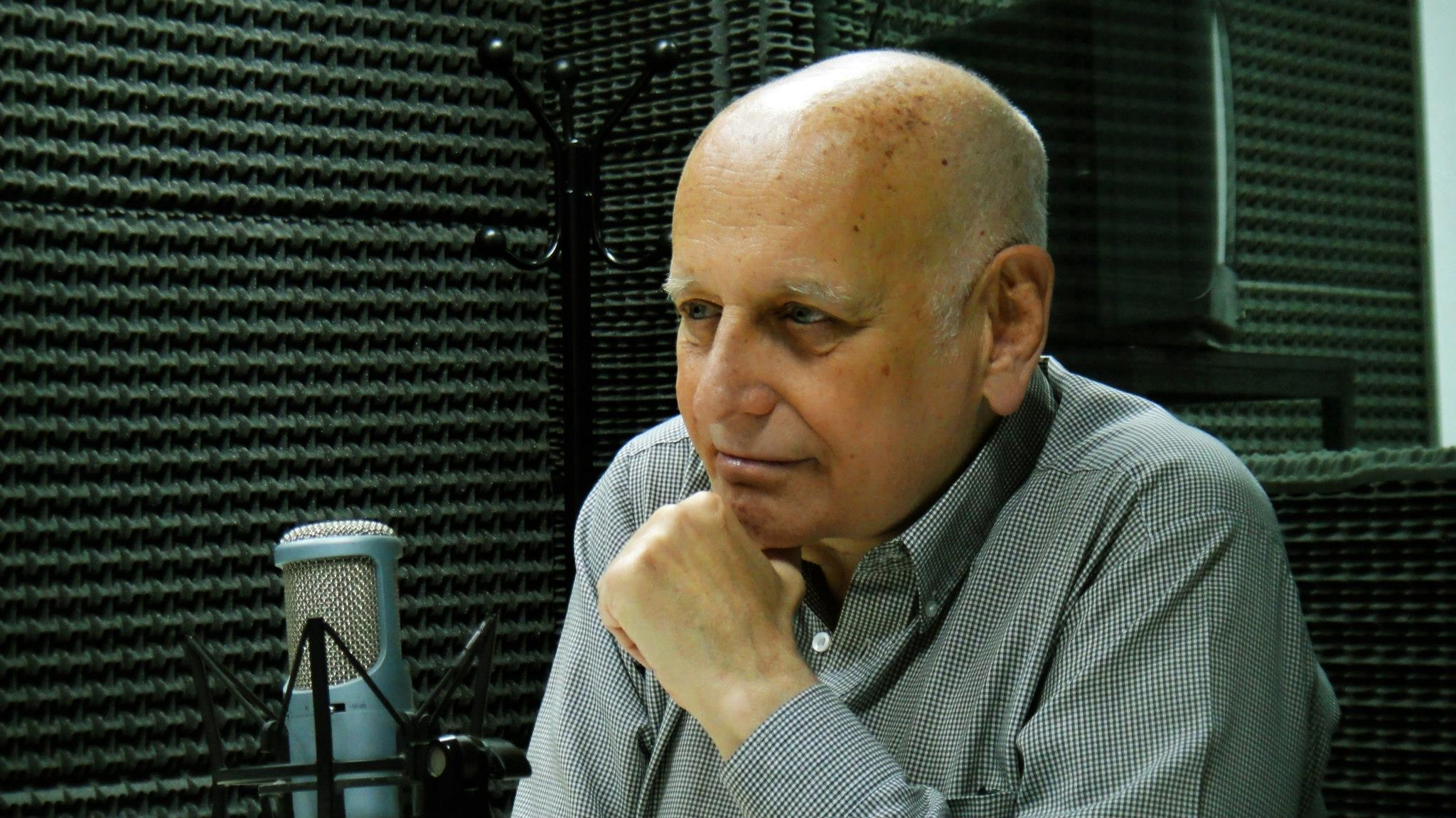
Edgardo Cozarinsky im Jahr 2015

Edgardo Cozarinsky (* 13. Januar 1939 in Buenos Aires; † 2. Juni 2024 ebenda) war ein argentinischer Autor und Regisseur.

## Werdegang
Edgardo Cozarinsky entstammte einer Familie russisch-jüdischer Einwanderer aus Odessa und Kiew. Er wuchs, wie er später zu erzählen pflegte, mit alten Hollywood-Filmen in den Kinos seines Viertels und mit der europäischen Literatur auf. Er studierte Literaturwissenschaft an der Universität seiner Heimatstadt und verdiente seinen Unterhalt als Filmkritiker argentinischer und spanischer Zeitungen und Zeitschriften. Als 20-Jähriger lernte er Silvina Ocampo, Adolfo Bioy Casares und durch sie Jorge Luis Borges kennen.
1974 verließ er wegen der dramatischen politischen Situation vor dem Tod Juan Peróns Argentinien und ließ sich in Frankreich nieder. Er lebte als Autor und Filmemacher (Regisseur, Drehbuchautor und Produzent) „als Nomade aus Berufung“ teils in Paris, teils in Buenos Aires und beschäftigte sich in seinem literarischen und filmischen Werk mit Borges, Tschechow und Nabokov. Sein Film Medium über die Pianistin Margarita Fernández lief 2020 in der Sektion Forum der Berlinale.
Edgardo Cozarinsky verfasste Romane und Erzählungen sowie Essays. Dank der Übersetzungen seiner Bücher u. a. ins Französische, Englische und Deutsche zählt er zu den auch außerhalb des spanischen Sprachraumes bekannten Vertretern der argentinischen Literatur. Er war u. a. Gast auf dem Internationalen Literaturfestival Berlin 2007 und an den Literaturtagen Zofingen 2010.

## Werke

### Roman
- 2004 El rufián moldavo. (Dt. Man nennt mich flatterhaft und was weiß ich .... Übersetzung: Sabine Giersberg, Wagenbach, Berlin 2007, ISBN 978-3-8031-3210-9).

### Erzählungen
- 1985 Vudú urbano.
- 2002 La novia de Odessa. (Dt. Die Braut aus Odessa. Erzählungen. Übersetzung: Sabine Giersberg,  Wagenbach, Berlin 2009, ISBN 3-8031-3197-9).
- 2006 Tres fronteras
- 2009 Burundanga. (Dt. Bambi am Broadway. Wagenbach, Berlin 2009, ISBN 978-3-8031-1258-3).

### Kurzgeschichten
- 2005 Museo del chisme.

### Essays
- 1964 El laberinto de la apariencia.
- 1974 Borges y el cinematógrafo.
- 2002 El pase del testigo.
- 2010 Cinematógrafos.

## Filmographie
- 1981: Der Krieg eines Einzelnen (La guerre d’un seul homme)
- 1983: Jean Cocteau – Selbstporträt eines Unbekannten (Autoportrait d’un inconnu)
- 1988: Ville étrangère, Schauspieler; Regie: Didier Goldschmidt
- 1992: Straßen der Dämmerung (Boulevards du crépuscule: Sur Falconetti, Le Vigan et quelques autres en Argentine)
- 1997: Fantômes de Tanger
- 2001: Ingrid Caven
- 2005: Der Nachtschwärmer (Ronda nocturna)
- 2010: Apuntes para una biografía imaginaria
- 2011: Nocturnos